# معركة فورت سمتر
معركة فورت سمتر أو معركة حصن سمتر (بالإنجليزية: Battle of Fort Sumter) (12-14 أبريل 1861) وهي عبارة عن قصف مدفعي من قبل جيش الولايات الكونفدرالية على حصن سمتر للجيش الأمريكي، قرب تشارلستون، كارولينا الجنوبية، وقدد سبب معاودة اطلاق النار واستسلام الجيش الأمريكي إلى بدأ الحرب الأهلية الأمريكية. وتسببت في انفصال الولايات إلى سبع ولايات جنوبية، وطالبت ساوث كارولينا أن يتخلى جيش الولايات المتحدة عن منشآتها في ميناء تشارلستون.
في 26 ديسمبر 1860، نقل الميجور روبرت اندرسون في الجيش الاميركي قيادته الصغيرة بشكل سري من حصن مولتري الضعيف في جزيرة سوليفان إلى حصن سمتر، الكبير الذي يسيطر على مدخل ميناء تشارلستون. حاول الرئيس الأمريكي جيمس بوكانان في تعزيز وإمداد أندرسون، واستخدم السفينة التجارية ستار اوف ذا وست المعزولة، لكن فشلت المهمة بعد اطلاق النار عليها من قبل بطاريات الشاطئ في 9 يناير 1861. ثم استولت سلطات ولاية كارولينا الجنوبية على جميع الممتلكات الفدرالية في منطقة تشارلستون، باستثناء حصن سمتر.